# Wreck (groupe)
Pour les articles homonymes, voir Wreck.
Wreck est un groupe de rock indépendant et industriel américain, originaire de Milwaukee, dans le Wisconsin. Il est formé à la fin des années 1980. Leurs deux EP sont sortis sur de petits labels, avant d'être pris en charge par le label Play It Again Sam de Wax Trax! Records, qui édite également leur LP. Tous enregistrés par Steve Albini, ils se distinguent des productions habituelles du label, davantage orienté vers la musique électronique.

## Biographie
Le groupe est formé à Los Angeles en 1988 et se compose au départ de Dean Schlabowske (plus tard dans Waco Brothers) au chant et à la guitare électrique, Bart Flores à la batterie, et Keith Brammer (de Die Kreuzen) à la basse. Kurt Moore a joué de la basse sur l'album House of Boris, le single Mikey et El Mundo De Los Niños.
La première sortie du groupe est un EP homonyme publié au label Play It Again Sam en 1989, en association avec Wax Trax!, produit par Steve Albini,. Thor Christensen du Milwaukee Journal Sentinel décrit l'EP comme tel : « la guitare ressemble à de la batterie, la batterie ressemble à des bruits de flingue, et la voix du chanteur Schlabowske ressemble à du napalm ingurgité. » Leur premier album, Soul Train, suit en 1990, aussi produit par Albini, et il est, pour AllMusic, « composé de chansons difficiles... le travail d'un groupe qui ne trouve aucun compromis sur sa vision créative. » le groupe sort son deuxième album, House of Boris, en 1991, durant lequel Kurt Moore (The Won't, Primasonic) se joint à la basse.
Le groupe enregistre un album pour Wax Trax! (Your Monkey's on Fire), mais il reste à part. Le groupe le réenregistre sous le titre de El Mundo de los niños, avec Jon Langford de The Mekons à la production. En 1994, C/Z Records publie le deuxième album El Mundo de los niños.

## Discographie
- 1989 : Wreck (EP)
- 1990 : Soul Train
- 1991 : House of Boris (EP)
- 1992 : Mikey (single b/w Funk 49)
- 1994 : El Mundo de los niños